# 1197 هـ
1197 هـ هي سنة في التقويم الهجري امتدت مقابلةً في التقويم الميلادي بين سنتي 1782 و1783.

## أحداث
- استيلاء آل خليفة على البحرين.

## مواليد
- الظاهر بأمر الله.
- جعفر شريعتمدار الأسترآبادي
- محمد الظاهر بأمر الله

## وفيات
- السجاعي